# Иванов, Николай Михайлович (физик)
Николай Михайлович Иванов (12 мая 1937, Москва — 1 октября 2020) — советский физик, учёный в области баллистики, навигации и управления космическими аппаратами, заслуженный деятель науки РФ, член-корреспондент РАН, лауреат премии имени К. Э. Циолковского

## Биография
Родился 12 мая 1937 года в Москве.
В 1960 году — окончил самолетостроительный факультет Московского авиационного института.
С 1960 года и до последнего времени работал в Центральном НИИ машиностроения (ЦНИИМаш), (город Королёв), где прошёл путь от инженера до начальника отделения ЦНИИмаш.

В последнее время — главный научный сотрудник Центра управления полётами ЦНИИмаш.
В 2006 году избран членом-корреспондентом РАН от Отделения энергетики, машиностроения, механики и процессов управления.

### Научная и общественная деятельность
Известный учёный в области баллистики и навигации автоматических и пилотируемых КА, орбитальных и межпланетных станций, руководитель научной школы в ЦНИИмаш по проблемам баллистики, навигации, наведения и управления полетом пилотируемых и автоматических КА.

Один из основоположников нового научного направления по оперативному баллистико-навигационному обеспечению (БНО) управления полётом пилотируемых и автоматических космических аппаратов ближнего, среднего и дальнего космоса. В рамках этого направления поставил и решил ряд актуальных фундаментальных проблем: проектно-баллистический анализ новых схем полёта, исследование комплексных проблем движения КА на орбитальных и межпланетных участках полета, а также в атмосферах Земли и планет, разработка новых способов и методов навигации.

Внёс значительный вклад в выполнение отечественных и международных космических программ («Мир» и МКС, программы полетов АМС к Луне, Марсу, Венере, комете Галлея и Фобосу).

Под его руководством и непосредственном участии начаты работы по созданию специальной информационно-аналитической системы предупреждения об опасных ситуациях в околоземном космическом пространстве, связанных с космическим мусором.
Профессор, заведующий кафедрой «Системы управления летательными аппаратами» факультета «Электроники и системотехники» МГУЛ.
Автор и соавтор более 230 научных публикаций, 15 монографий, 3 учебников для ВУЗов (по специальностям, связанным с ракетостроением и космонавтикой) и свыше 30 изобретений.

Под его руководством защищено несколько докторских и более двух десятков кандидатских диссертаций.
Его именем названа малая планета 11782, открытая в 1969 году Л. И. Черных.

### Членство в научных организациях
- Научный Совет РАН по теории управляемых процессов
- Экспертный Совет ВАК
- Государственная комиссия по грантам
- научно-технические Советы ЦНИИмаш, Роскосмоса
- Международный комитет по космическому мусору

Умер в 2020 году. Похоронен на Троекуровском кладбище.

## Награды
- Орден Трудового Красного Знамени
- Орден «Знак Почёта»
- Государственная премия СССР
- Премия Правительства Российской Федерации в области науки и техники (2006, в составе группы учёных) — за разработку и внедрение новой технологии надежного и безопасного спуска с орбиты космических аппаратов, выработавших свой ресурс
- лауреат "Международной академической издательской кампании «Наука/Интерпериодика за лучшую публикацию».
- Заслуженный деятель науки Российской Федерации (2003)
- Премия имени К. Э. Циолковского (2007) — за цикл работ по баллистико-навигационному обеспечению полётов автоматических межпланетных станций
- медали СССР и Российской Федерации